# Сондок (III)
Сондок (кор. 선덕, 宣德, Seondeok, Sŏndŏk; пом. 785) — корейський правитель, тридцять сьомий володар (ван) держави Сілла (восьмий ван об'єднаної Сілли).

## Біографія
Уроджений Кім Янсан. Він був нащадком в одинадцятому коліні вана Немуля. При дворі вана Хегона був чиновником.
780 року спалахнуло повстання проти влади Хегона, який вів розгульний спосіб життя. В результаті було захоплено палац і вбито вана. Новим правителем після того став Сондок.
Правив лише п'ять років і помер 785. Після смерті його тіло було кремовано, а прах розвіяно над Східним морем. Трон успадкував Вонсон.